# Pohreby (rejon białocerkiewski)
Pohreby (ukr. Погреби) – wieś na Ukrainie, w obwodzie kijowskim, w rejonie białocerkiewskim, nad Rosią. W 2001 roku liczyła 274 mieszkańców.